# Jüdischer Friedhof (Mengerskirchen)

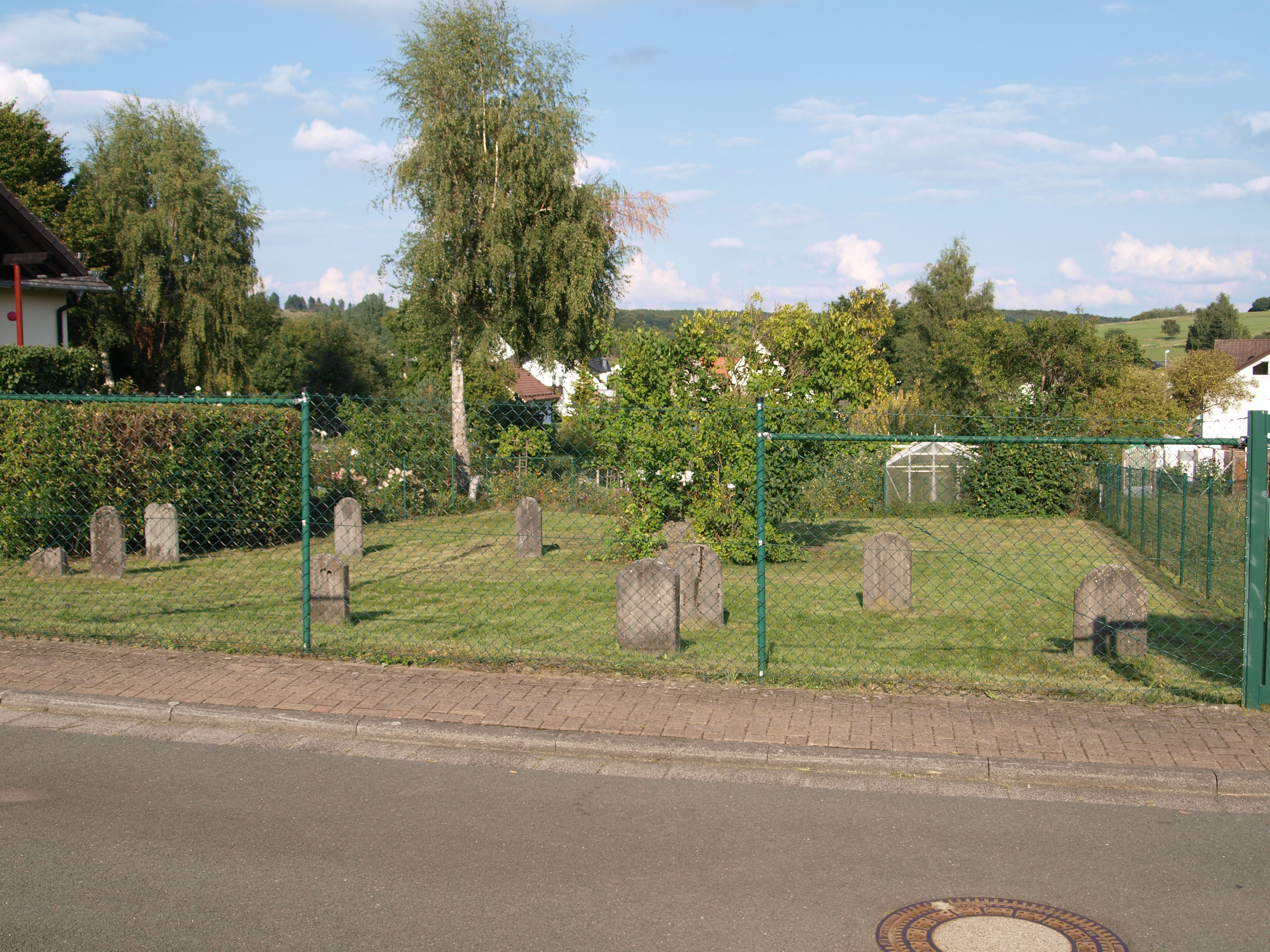
Der Jüdische Friedhof in der Straße „Weihergärten“ in Mengerskirchen

Der Jüdische Friedhof Mengerskirchen in Mengerskirchen im Landkreis Limburg-Weilburg in Mittelhessen ist ein geschütztes Kulturdenkmal. Er befindet sich nordwestlich vom historischen Ortskern in einem Baugebiet.

## Geschichte
Der Friedhof diente den jüdischen Einwohnern von Mengerskirchen und dem benachbarten Dorf Reichenborn als Begräbnisstätte. Diese bildeten eine jüdische Gemeinde um ein als Synagoge und Mikwe mitgenutztes Gebäude im Ort. Jüdische Einwohner sind seit dem 17. Jahrhundert in Mengerskirchen belegt. Auf dem 4,98 Ar großen Friedhof befinden sich heute noch 11 Grabsteine (Mazewot) des späten 19. und frühen 20. Jahrhundert. Das letzte Begräbnis fand 1909 statt.